# Tachyoryctes spalacinus
Tachyoryctes spalacinus är en däggdjursart som beskrevs av Thomas 1909. Tachyoryctes spalacinus ingår i släktet afrikanska rotråttor, och familjen råttdjur. Inga underarter finns listade i Catalogue of Life.
Arten hittades i låga delar av bergstrakten (cirka 1650 meter över havet) kring Mount Kenya i Kenya. Den godkänns inte av IUCN. Populationen infogas där i arten Tachyoryctes splendens.